# Avola (Colombie-Britannique)
Pour les articles homonymes, voir Avola (homonymie).
Avola est une communauté située dans la province de la Colombie-Britannique, dans le District régional de Thompson-Nicola.